# ميكي هاوكس
ميكي هاوكس (بالإنجليزية: Mickey Hawks)‏ هو عازف بيانو وموسيقي أمريكي، ولد في 17 يوليو 1940، وتوفي في 31 أغسطس 1989.

## وصلات خارجية
- ميكي هاوكس على موقع ميوزك برينز (الإنجليزية)
- ميكي هاوكس على موقع ديسكوغز (الإنجليزية)